# Schizanthus
Schizanthus é um genero de plantas com flor da família Solanaceae.

## Descrição
A borboletinha é uma planta herbácea florífera e anual, que se destaca por suas graciosas e exóticas flores que lembram borboletas ou orquídeas. Ela é originária de vales de montanhas costeiras no Chile, onde cresce sob baixas e médias altitudes (de 0 a 2000 metros), em condições de pouca umidade e clima agradável. As folhas são de cor verde clara, recortadas, hirsutas e lembram folhas de samambaias. O florescimento ocorre na primavera. As flores são pequenas, com pétalas recortadas e com marcas e pintas de cores distintas principalmente nas três pétalas superiores. De acordo com a cultivar podem ser de cor sólida ou em degradées de branco, rosa, vermelho, salmão, lilás e com marcações que variam do amarelo claro ao laranja com pintas de cor vinho e até mesmo negras. Há variedades anãs, bastante compactas, que se cobrem totalmente de flores, ideais para uso no jardim ou em vasos, e variedades mais altas, com caules mais fortes, mais adequadas para a produção de flores de corte.
O ideal é cultivá-la em canteiros preparados, na forma de bordaduras, maciços ou em conjunto com outras flores anuais como lobélias, amores-perfeitos ou petúnias. Também é interessante seu uso em jardineiras e vasos, onde se adapta perfeitamente. Desta forma, presta-se também para adornar temporariamente interiores bem iluminados. Suas flores cortadas são muito duráveis, assim pode-se confeccionar belos arranjos florais e buquês com esta estonteante flor.
Deve ser cultivada sob sol pleno ou meia sombra, em solo humoso, bem drenável, enriquecido com matéria orgânica e irrigado regularmente. Não tolera encharcamento por tempo prolongado, desta forma, plante nas partes mais secas do jardim ou em canteiros elevados. Aprecia o clima ameno. O pinçamento ou beliscamento das plantas jovens estimula o crescimento mais compacto da espécie. Multiplica-se facilmente por sementes postas a germinar no outono ou inverno. Ao transplantar as mudas respeitar espaçamento de 25 cm entre plantas.{{Info/Taxonomia

## Espécies
- Schizanthus alpestris
- Schizanthus candidus
- Schizanthus grahamii Gill.
- Schizanthus hookerii
- Schizanthus integrifolius
- Schizanthus lacteus
- Schizanthus laetus
- Schizanthus litoralis
- Schizanthus parvulus
- Schizanthus pinnatus Ruiz et Pav.
- Schizanthus porrigens
- Schizanthus tricolor